# Schrodaer Kreisbahn
| Schrodaer Kreisbahn             | Schrodaer Kreisbahn |
| ------------------------------- | ------------------- |
| Haltepunkt Annopole Wąskotorowe |                     |
| Spurweite:                      | 750, 1000, 1435 mm  |
|                                 |                     |

Die Schrodaer Kreisbahn (polnisch: Sredzka Kolej Powiatowa) war eine meterspurige Schmalspurbahn im Kreis und Landkreis Schroda in der ehemaligen preußischen Provinz Posen.

## Geschichte
Der Landkreis Schroda grenzte im Osten an die Stadt Posen an. Diese war seit 1875 mit der Kreisstadt durch die 1884 verstaatlichte Strecke Posen–Jarotschin der früheren Posen-Kreuzburger Eisenbahn verbunden. Der Kreis Schroda wollte durch eine weiter nördlich verlaufende Kleinbahn eine zusätzliche Verbindung schaffen, die das Zentrum des Kreisgebiets erschloss.
Der erste Bauabschnitt wurde am 23. Juni 1902 eröffnet. Er begann am Bahnhof Glowno, dem späteren Posener Ostbahnhof, wo sich die vom Hauptbahnhof kommenden Staatsbahnstrecken in die Richtungen nach Wongrowitz, Gnesen und Wreschen trennten. Am Ostrand der Stadt führte die normalspurige Strecke über die Stationen Warschauer Tor, Malta und Kobylepole/Gutenbrunn/Stutenfeld Bahnhof (5,2 km) nach Kobylepole Haltestelle (6,8 km). In Malta zweigte eine nur dem Güterverkehr dienende, 5,4 Kilometer lange Strecke nach Luisenhain an der Staatsbahnstrecke Posen–Jarotschin ab. Von Kobylepole Bahnhof führte die meterspurige Strecke 44,4 Kilometer weiter über Tulce/Brenkhausen–Krerowo/Kellendorf–Dembicz/Eichwalde und Schroda Stadtbahnhof nach Schroda Staatsbahnhof. Schroda zählte um 1910 etwa 7300 Einwohner.
Mit dem zweiten Bauabschnitt wurde der Südwesten des Kreises erschlossen. Am 1. Mai 1910 begann der Betrieb zwischen Schroda Staatsbahnhof und der Kleinstadt Santomischel (13,3 km) mit 1500 Einwohnern. Die Züge fuhren 1914 von Kobylepole zweimal täglich nach Schroda Stadtbahnhof und von dort viermal täglich nach Santomischel.
Reine Güterbahnen in einer Gesamtlänge von 53 Kilometern, die zwischen 1902 und 1928 eröffnet wurden, zweigten von beiden Stammstrecken ab. Die Statistik für 1914 nennt ein Gesamtnetz von 102,4 Kilometern Länge, auf dem zehn Dampflokomotiven, elf Personen- und sieben Pack/Postwagen sowie 173 Güter- und 3 Spezialwagen im Einsatz waren.
1942 gab die Kreisbahn ihre normalspurigen Strecken an die Posener Industriebahn ab, die 1944 täglich zwei bis drei Personenzüge zwischen Posen Warschauer Tor und Gutenbrunn einsetzte. Auf der schmalspurigen Kreisbahn, die von den Gaubahnen Wartheland betrieben wurde, fuhren zwei Zugpaare bis Schroda Stadt und drei (samstags vier) weiter nach Santomischel.

## Betrieb in Polen
1952–54 wurde die Bahn auf eine Spurweite von 750 mm umgespurt. 1968 wurde der Personenverkehr Poznań–Środa Wielkopolska eingestellt. Nach der Einstellung des Personenverkehrs von Środa Wielkopolska bis Zaniemyśl am 10. Juni 2001 wurde dieser am 17. Mai 2003 für den Touristenverkehr wieder aufgenommen. Lange Zeit ungeklärt war die weitere Zukunft der Bahn. Erst im Jahre 2011 gelang es seitens des Landkreises, die gesamte Infrastruktur zu erwerben und nun wieder privat zu betreiben. Seither trägt die Bahn wieder ihren ursprünglichen Namen Średzka Kolej Powiatowa (Schrodaer Kreisbahn).
Ein weiterer sehr einschneidender Moment in der jüngsten Geschichte der Bahn war die Abstellung der Dampflok Px48-1756 am 31. Mai 2014. Damals schien das Schicksal der Bahn besiegelt, da es keinerlei Gelder für die anstehende Hauptuntersuchung der Lok gab. Dank lokalpolitischer Veränderungen gelang es dem Verein „Bana“, Betreiber der Schmalspurbahn zu werden. Nach Bereitstellen der entsprechenden finanziellen Mittel seitens des Landkreises konnte Px48-1756 hauptuntersucht und am 9. September 2017 wieder in Betrieb genommen werden. Die Bahn verkehrt nunmehr mit attraktiverem Fahrplan in der Sommersaison an Samstagen und Sonntagen sowie an Feiertagen mit jeweils drei Zugpaaren zwischen Środa und Zaniemyśl (zum Vergleich: bis 2014 gab es nur sonntags ein einziges Zugpaar zwischen beiden Endbahnhöfen). Dieser Fahrplan soll in den Folgejahren beibehalten werden. Ferner besteht  die Möglichkeit, Sonderzüge zu bestellen, sei es für Ausflugsfahrten von Eisenbahnfreunden oder zu anderen Anlässen.